# جان موريس
جان موريس (بالإنجليزية: Jan Morris)‏ ‏(2 أكتوبر 1926 - 20 نوفمبر 2020) هي كاتبة ومؤرخة ويلزية. اشتهرت بثلاثية باكس بريتانيكا (1968-1978) وهي تاريخ للإمبراطورية البريطانية. وكذلك كتب الرحلات التي ألفتها وتصوير مدن مثل أوكسفورد والبندقية وتريست وهونغ كونغ ونيويورك.
من رواياتها «آخر رسائل هاف» التي دخلت للقائمة القصيرة لجائزة بوكر الأدبية عام 1985.

## روابط خارجية
- جان موريس على موقع مونزينجر (الألمانية)
- جان موريس على موقع إن إن دي بي (الإنجليزية)